# 住所地特例
住所地特例（じゅうしょちとくれい）とは、社会保険制度において、被保険者が住所地以外の市区町村に所在する介護保険施設等に入所又は入居をすることで施設等の所在市町村に住所を変更した場合、住所を移す前の市区町村が引き続き保険者となる特例措置である。

## 概要
施設等を多く抱える市区町村に、当該市区町村以外に住所を持つ利用者が施設等の入所等で住所を変更した場合、施設を抱える市町村が保険者となると、当該保険者の負担が新規に発生し財政を圧迫する。それらを防ぎ保険者の負担が過大にならないようにするための措置であり、国民健康保険・介護保険・後期高齢者医療制度に設けられている。根拠規定は国民健康保険法第116条の2、介護保険法第13条、高齢者の医療の確保に関する法律第55条である。

## 対象施設（国保、後期高齢者医療、介護保険）
- 介護療養型医療施設
- 介護老人保健施設（老人保健施設）
- 介護老人福祉施設（特別養護老人ホーム）
- 介護医療院
- 養護老人ホーム
- 軽費老人ホーム
- 有料老人ホーム
- サービス付き高齢者向け住宅のうち、特定施設入居者生活介護の指定を受ける住宅と、利用権方式の有料老人ホーム（介護保険法第13条第1項）。また、適合高齢者専用賃貸住宅等で住所地特例の適用のあった特定施設が、サービス付き高齢者向け住宅に変わってから住所地特例の適用でなくなった場合でも、以前からの入居者は引き続き住所地特例が適用される[1]。

## 対象施設（国保、後期高齢者医療のみ）
- 病院
- 診療所
- 児童福祉施設 （国保のみ）
- 障害者支援施設
- のぞみの園

## 参考
- “有料老人ホーム入門⑤（住所地特例について）”. 高齢者住宅仲介センター日本橋店.   えんカウント. 2013年11月17日閲覧。
- 住所地特例とは　対象施設の種類と介護保険サービス利用の具体例. 介護健康福祉のお役立ち通信. 2020年9月25日閲覧。